# Klubi Sportiv Elbasani 2013-2014

## Rosa
| N. |                    | Ruolo | Calciatore        |
| -- | ------------------ | ----- | ----------------- |
| 1  | Albania (bandiera) | P     | Elvis Kotorri     |
| -  | Albania (bandiera) | P     | Irakli Toçi       |
| 5  | Albania (bandiera) | D     | Arjan Pisha       |
| -  | Albania (bandiera) | D     | Mardian Kacollja  |
| -  | Albania (bandiera) | D     | Domeniko Ibrahimi |
| -  | Albania (bandiera) | D     | Aldo Bello        |
| 17 | Albania (bandiera) | C     | Dorian Bylykbashi |
| -  | Albania (bandiera) | C     | Egert Kuçi        |
| -  | Albania (bandiera) | C     | Endri Halilaj     |
| -  | Albania (bandiera) | C     | Mateos Toçi       |
| -  | Albania (bandiera) | C     | Ardit Hila        |
| -  | Albania (bandiera) | C     | Endri Dalipi      |

| N. |                    | Ruolo | Calciatore              |  |
| -- | ------------------ | ----- | ----------------------- |  |
| -  | Albania (bandiera) | C     | Theodhor Krekasi        |  |
| -  | Albania (bandiera) | C     | Ornald Tafani           |  |
| -  | Albania (bandiera) | C     | Ganjol Kaçuli           |  |
| -  | Albania (bandiera) | C     | Erjol Merxha (capitano) |  |
| -  | Albania (bandiera) | C     | Ervis Kapja             |  |
| -  | Albania (bandiera) | C     | Albert Kaçi             |  |
| -  | Albania (bandiera) | C     | Ilirjan Mërtiri         |  |
| -  | Albania (bandiera) | C     | Klevis Rroshi           |  |
| -  | Albania (bandiera) | C     | Elio Shazivari          |  |
| -  | Nigeria (bandiera) | A     | Joseph Olatunji         |  |
| -  | Albania (bandiera) | A     | Eder Peti               |  |
| -  | Albania (bandiera) | A     | Serxhio Piku            |  |